# 亚坎加
亚坎加是巴西圣保罗州的一个市镇。总面积548.029平方公里，总人口9074人，人口密度16.6人/平方公里。